# NGC 7797
NGC 7797 je spirální galaxie v souhvězdí Ryb. Její zdánlivá jasnost je 13,8m a úhlová velikost 1,0′ × 0,9′. Je vzdálená 401 milionů světelných let, průměr má 115 000 světelných let. Galaxii objevil 6. prosince 1790 William Herschel.